# شهيرة فهمي
شهيرة فهمي مهندسة معمارية من مواليد 1974 القاهرة، مصر. هي السيدة الأولى في الهندسة المعمارية والتصميم في مصر. وهي أول مصممة معمارية مصرية يتم اختيارها للمنافسة في صالون ساتلايت في ميلانو.

## نشأتها
نشأت في القاهرة بمصر في بيئة معمارية خصبة فوالدتها مهندسة معمارية، وكان لها التأثير الكبير في ممارسة التصميم الداخلي لفترة طويلة، إذ انها تربت في منزل حيث كان التصميم الداخلي والأثاث جزءا كبير من حياتها.

## الدرجة العلمية

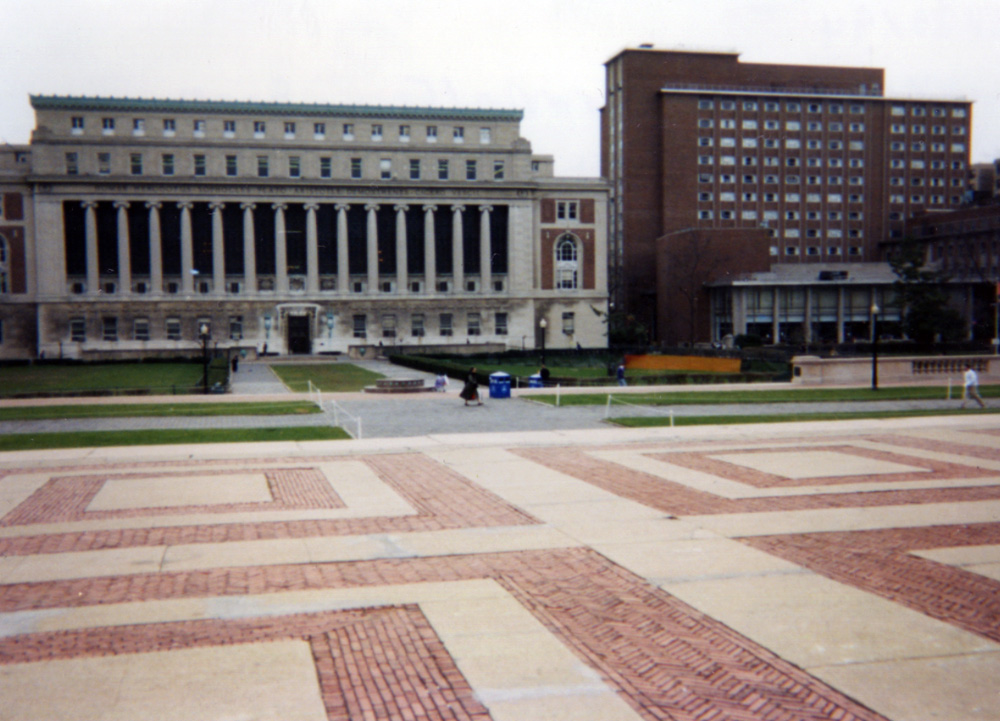
جامعة كولومبيا، نيويورك

- 2003 - حاصلت على درجة الدكتوراه، من كلية ميسوري للصحافة في جامعة كولومبيا، الولايات المتحدة الأمريكية.[4]

يقع بحثها في عموم مناطق التقارير الدولية والصحافة المرئية. وهي مهتمة بشكل خاص في القضايا التي مجالاتها تتقاطع في سياق الحروب والنزاعات في الشرق الأوسط وشمال أفريقيا.
- 2003-2004 - نالت الماجستير في الهندسة المعمارية، من جامعة القاهرة.[2]
- 1997 - حصلت على شهادة البكالوريوس في الهندسة المعمارية، من جامعة القاهرة.[3]

كانت في المدرسة جيدة في مادة الرياضيات والفن. لهذا كانت توليفة جيدة من كليهما. كان يقول لها معلم الرياضيات «يجب ان تفعلي شيئا حيال ذلك» يقصد استثمار ذكائها في مادة الرياضيات. بدأت فهمي بالعمل بجد على استثمار ذلك بعد المرحلة الثانوية. كان هدفها الحصول على قبول في كلية الهندسة، جامعة القاهرة، على الرغم من حصولها على منحة دراسية كاملة من مفوضية الاتحاد الأفريقي.
خلال السنة الأولى في جامعة القاهرة اخذت دورات عامة دون دراسة حقل معين من الهندسة، لكنها كانت تعرف من البداية انها تريد دراسة الهندسة المعمارية. كان أول عام لها في الكلية صعب جدا وكانت لا تفعل بشكل جيد للغاية لانها اكتشفت في الواقع انها لم تكن تعرف كيفية الرسم. كان الجميع أفضل منها بكثير في الرسم وكانت درجاتها ليست جيدة جدا.
السنة الثانية، ومع ذلك، كان لها نقطة تحول. كان هناك أستاذ العظيم الذي يعتبر مرشدها اليوم، عبد الحليم إبراهيم. كان في الواقع يدفعها ويحفزها في كل وقت. بدأت من المتفوقين في الكلية، وتحتل مراتب شرف. تم اختيارها لتكون TA في الجامعة ولكن لم تكن تريد أن تعمل في المجال الأكاديمي لذلك أخذت فقط موقف مؤقتا. اتمت الماجستير الخاصة بها بعد ذلك وبدأت العمل في دار الهندسة. بحلول عام 2003، قررت الاستقالة والبدء في الممارسة العملية.
- عضو هيئة التدريس منذ أغسطس 2008 حتى الآن، وهي تعمل أستاذ مشارك في كلية الصحافة، جامعة أريزونا.[5]

## فلسفتها
تسعى شهيرة إلى خلق توازن بين العمل والمفاهيم الجديدة والقائمة السياق: الثقافة، والتقاليد، حضارة موفولوجيا، المناخ.. الخ في السعي وراء اللغة التي تشمل جميع مجالات التصميم، بدءاً من النطاق الحضري من خلال المنتجات، والديكورات الداخلية والأثاث. الذي يجمع بين التحليل السياقي، وروح المسؤولية الأجتماعية.

## الحياة العملية
شغلت العديد من المهام والوظائف منها مساعد إداري في إدارة الأتصالات ومدرسة دراسات أفريقية في الشرق الأوسط وشمال (ميناس) مع مركز دراسات الشرق الأوسط (CMES). وهي أيضا عضو منتسب لمعهد البيئة والبحوث المشتركة بين تخصصات المجتمع UA وعضو هيئة التدريس المرتبطة بالمعهد الوطني للخطاب المدني (حوال).
أمضت خمس سنوات في العمل في اخبار الصناعات في مصر وإيطاليا، كما قضت سنة واحدة في تصوير قبائل صحراء سيناء قبل متابعة دراستها للدكتورة في ميسوري للصحافة في خريف 2000. كما انها سافرت إلى ما يقرب 30 دولة وتتحدث أربع لغات وتجيد اللغتين الإنجليزية والفرنسية. أجرت مسح جماهيري من قناة الجزيرة في 67 بلدا.

### الاختصاصات
تختصصت في مجال التصميم المعماري، والتصميم الداخلي، وتصميم المنتجات.

### الوظائف المناصب
- 2011 - انضمت إلى أعضاء هيئة التدريس والباحثين كعضو تابعة لمعهد البيئة، ومازلت حتى الآن.[4]
- 2011 - انضمت إلى مشروع الامم المتحدة لخبراء الاعلام العالمي: تحالف الأمم المتحدة للحضارات (UNAOC). وهم قادة الرأي والخبراء يوفرون ردود فعل سريعة وتحليل دقيق للصحفيين في جميع أنحاء العالم بشأن القضايا المعقدة السياسية والاجتماعية والدينية والأزمات، ومازلت حتى الآن.
- 2008 و 2011 - محرر مشارك لمجلة «أعلى الترتيب» التابعة ل AEJMC : وسائل الاتصال والمجتمع، ومازلت حتى الآن.
- 2012 - محرر مشارك لمجلة الدراسات الاجتماعية وسائل الإعلام، تركيا.
- 2008 - عملت أستاذ مساعد في كلية الصحافة.
- 2007-2000 - عملت مهندسة معمارية، في دار الهندسة الشركة الهندسية الرائدة في الشرق الأوسط.
- 2007 - عملت في منظمة العفو الدولية.[3]
- 1997-2007 - مدرسة مساعدة، كلية الهندسة، جامعة القاهرة.
- 2005 - أسست شركة هندسة معمارية خاصة بها.
- 1998-2000 - أستاذ كلية ميسوري للصحافة، جامعة كولومبيا، الولايات المتحدة الأمريكية.

### إنجازات متميزة
- أول مصممة مصرية يتم اختيارها للمنافسة في صالون ساتلايت وهو قسم يعقد على هامش معرض ميلانو للأثاث.[3]
- تلقت دعوة من مركز العمارة والتخطيط العمراني التركي بإسطنبول ARKITERA لإلقاء محاضرة في جامعة باهتشيهير عن (العمارة المعاصرة والتحديات التي تواجه شباب المعماريين والتحديات في مدينة القاهرة) من حيث التصميم في إطار التوسعات التي تشهدها المدينة.[6]

## المنظمات والعضويات الشرفية
- عضوية، نقابة المهندسين - عضو عامل.
- عضوية، جمعية المعماريين المصريين.
- 2004 - حاصلة على زمالة تدريس إنديانا، جامعة إنديانا بلومنجتون.
  - حاصلة على زمالة بوينتر. معهد بوينتر، وسانت بطرسبرج، فلوريدا.
- رابطة التعليم في الصحافة والاتصال الجماهيري (AEJMC).
- جمعية الاتصالات الدولية (ICA).
- الرابطة العالمية لبحوث الرأي العام (WAPOR).
- جمعية الغرب الأوسط لبحوث الرأي العام (MAPOR).
- جمعية الدراسات الدولية (ISA).
- جمعية المصورين الوطني للصحافة (NPPA).
- جمعية التربية إذاعة (BEA)[7]

## أعمالها
لها ملف مشاريع كبير، منها:

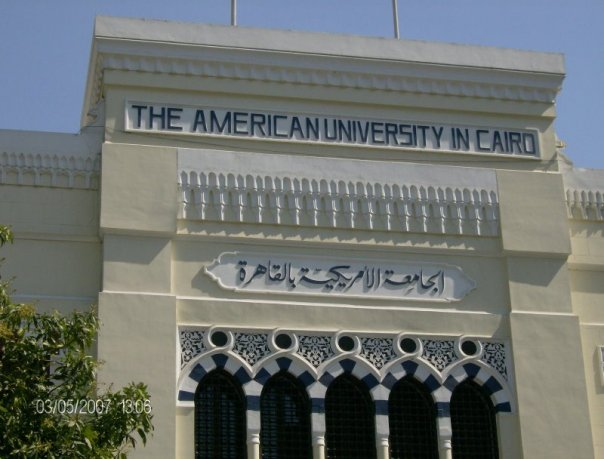
الجامعة الأمريكية بالقاهرة (الحرم القديم)

- 2010 - مشروع «ديزاين وبوليس»، بنيان، القاهرة.
- 2009 - التل، نماذج، مجمع الجريا، سوديك، القاهرة.
- 2009 - محمية شرق النيل، أبركرومبي وكينت، القاهرة.
- 2009 - صالة ومطعم تماري بار، ابراج نايل سيتى، القاهرة.
- 2008 - ويست تاون (مبنى 36)، سوديك وسوليدير، القاهرة.
- 2008 - منزل على شكل H ، مجمع تل الهرم، القاهرة.
- 2007 - منزل هرمي المظهر، مجمع مرتفعات الهرم، القاهرة.
- 2007 - الجامعة الأمريكية بالقاهرة، تصميم الحرم الجامعي الجديد، ومبنى الإدارة، تصميم مكتب الرئيس وجميع قاعات المؤتمرات، القاهرة.[2]
- 2007 - الجامعة الأمريكية بالقاهرة، الحرم الجامعي الجديد - تصميم مسرح PVA، القاهرة.[2]
- 2007 - الجامعة الأمريكية بالقاهرة، الحرم الجامعي الجديد - تصميم صالة الكلية، القاهرة.[2]
- 2007 - الجامعة الأمريكية بالقاهرة، الحرم الجامعي الجديد - تصميم القاعة الشرقية، القاهرة.[2]

## المعارض الدولية
- 2013 مهرجان إسبانيا.
- 2009 معرض سيتي سكيب التاسع، دبي - الإمارات.
- 2009 معرض المرور، دبي - الإمارات.
- 2008 معرض الأثاث والمفروشات الدولي (Furnex)، دبي - الإمارات.
- MIPIM سوق العقارات في العالم، كان - فرنسا.

## الجوائز التقديرية
كانت اخر جائزة حصلت عليها شهيرة هي جائزة ارك فيجن المرأة والعمارة الدولية (بالإنجليزية: arcVision)‏ في 2013 القاهرة، مصر. من قبل مجموعة ايطاليشمنتي، حصلت عليها في الدور النهائي.
وتعتبر جائزة ارك فيجن احدي أهم الجوائز العالمية في مجال العمارة والتي تقوم برعايتها مجموعة ايطاليشمنتي العالمية وهي المجموعة الام لمجموعة “السويس للاسمنت” , حيث تنافست خلال المرحلة الاخيرة من المسابقة الاولي لـ “ارك فيجن” 19 متسابقة من 15 دولة حول العالم هي البرازيل والهند وإيطاليا ومصر وعدد كبير من الدول، قامت الشركة بتكريم 2 من المصريات المشاركات في المراحل الاخيرة منها، وقد فازت بالجائزة الاولي للمسابقة المعمارية البرازيلية كارلا جواسابا عن مشروعاها جناح اومانيداد.
وحصلت على العديد من الجوائز المعمارية وجوائز تصميم المنتجات منها:
- (2012) - جائزة (المركز الأول) لروبرت لويس ستيفنسون، مسابقة شعبة الاتصالات الدولية في رابطة التعليم في الصحافة والاتصال الجماهيري (AEJMC) المؤتمر السنوي في شيكاغو.
- (2011) - جائزة Ecquid نوفي الأفريقية للصحافة والدراسات لأفضل ورقة بحثية صحافية.
  - جائزة أفضل ورقة (مجموعة الدين والإعلام) AEJMC في سانت لويس كانت الورقة عن «جدول أعمال المستوى الثاني تحديد تأثير التغطية الإخبارية للإسلام في الصحف الأمريكية.»

### جوائزها في العمارة

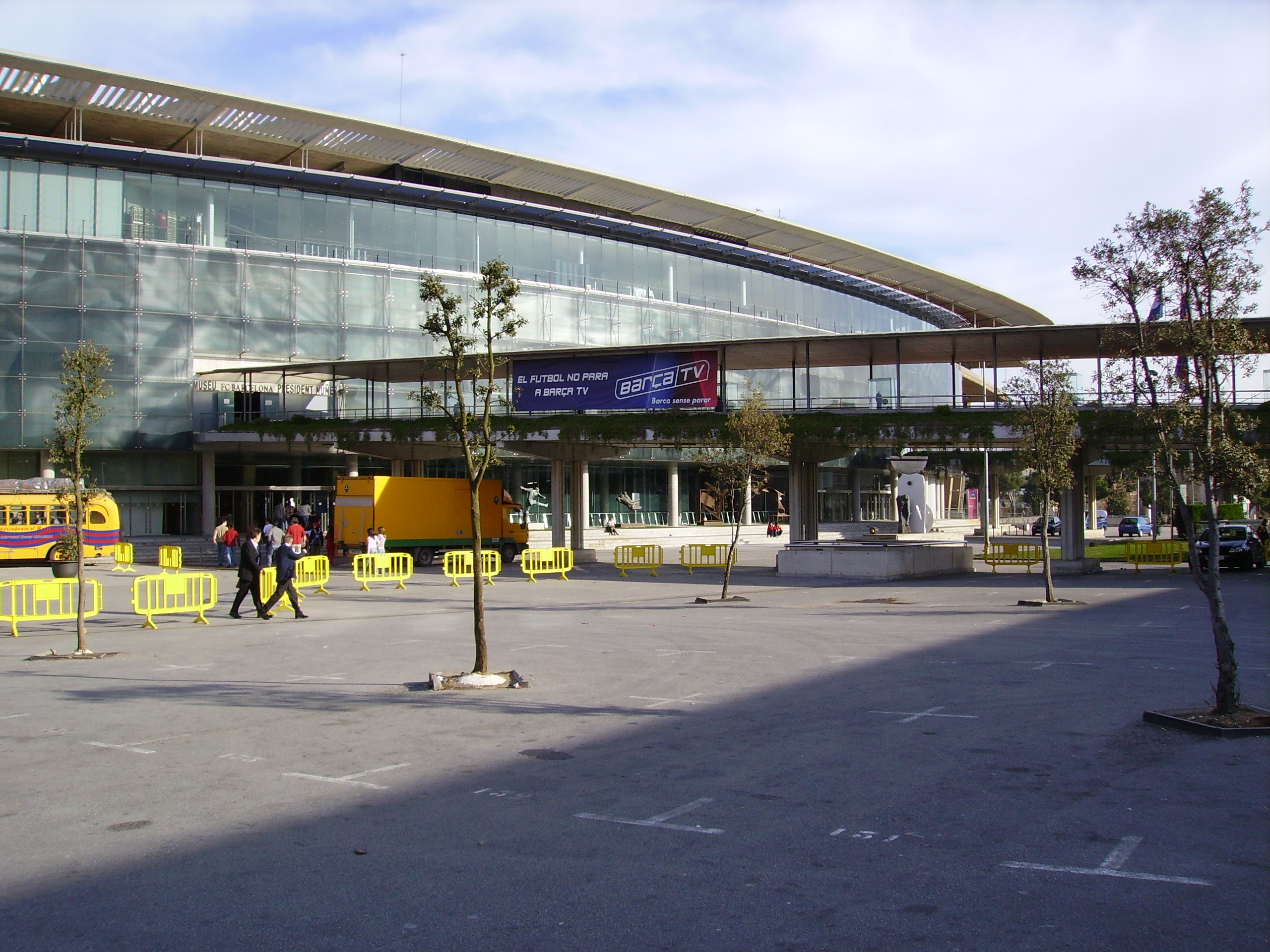
فيستا، برشلونة

- (2013) - جائزة «ارك فيجن» المرأة والعمارة الدولية (arcVision)، القاهرة، مصر.
- (2010) - فازت بجائزة WA في دورتها السادسة، ويست تاون عن تصميمها مبنى 36، مصر.[3]
- (2010) - فازت بجائزة WAN («أخبار العمارة العالمية»)، جائزة التعليم في المملكة المتحدة، اللائحة الطويلة عن الجامعة الأمريكية بالقاهرة، الحرم الجامعي الجديد، ومسرح PVA. وتعطي جوائز (WAN) اعترافًا بالتميز في التصاميم والهندسة المعمارية للمشروعات التي تظهر التزاما بالاستدامة.
- (2009) - المهرجان العالمي التاسع للعمارة. برشلونة، إسبانيا 2009، القائمة النهائية لفئة «مباني المستقبل - سكني»؛ ويست تاون - عن مبنى 36، مصر.
- (2009) - جائزة سيتي سكيب للعمارة. دبي، الإمارات العربية المتحدة 2009، القائمة النهائية للفئة «مباني المستقبل- السكنية»؛ ويست تاون - عن مبنى 36، مصر.
- (2009) - جائزة مبيم (MIPIM 2009 Award) للمشاريع المستقبلية المعمارية، كان، فرنسا. في فئة «التجديد والتخطيط»؛ ويست تاون - عن مبنى 36، مصر.[10]
- (2007) - جائزة «ليف» العالمية، (LEAF Awards 2007)، جائزة الشباب، المملكة المتحدة، في الدور النهائي؛ بيت على مشارف القاهرة، مصر.
- (2005) فازت في مسابقة مكتبة الإسكندرية المعمارية للمهندسين المعماريين الشباب لتصميم لها من مشروع سكني في القاهرة.
- جائزة «ليف» العالمية، (LEAF Awards)، جائزة المهندس المعماري، المملكة المتحدة، في الدور النهائي؛ عن مجمع مرتفعات الهرم.

### جوائزها في تصميم المنتجات
- (2008) - تصميم مسابقة المرور الثامنة، دبي، الإمارات العربية المتحدة، التصفيات النهائية، التصميم -الداخلي- الخارجي.[3][10]
- (2008) - تصميم مسابقة المرور الثامنة، دبي، الإمارات العربية المتحدة، مواد المطاط والعصي.
- (2007) - مسابقة أثاث المستقبل / مشروع كاترينا للأثاث من قبل مجلة التصميم الداخلي، الولايات المتحدة الأمريكية؛ تيك تاك.
- (2002) - جائزة المدينة المنورة للتصميم المتميز لتصميم الأثاث.

## مؤلفاتها
- كتاب (حفظ البوابة والصحافة الشعبية). 2013، شاركتها التأليف الكاتبة صدف علي.
- كتاب (رمز الثورة المصرية). 2013، شاركتها التأليف الكاتبة صدف علي.
- كتاب (نظرية الاتصالات البصرية والبحوث).
- كتاب (دراما عالية في أعالي البحار).
- كتاب (فقدان الدين).
- كتاب (التغريد المباشر من العمل).[11]

## انظر ايضًا
- الجامعة الأمريكية بالقاهرة
- معرض سيتي سكيب
- عبد الواحد الوكيل معماري مصري

## وصلات خارجية
- شهيرة فهمي على موقع IMDb (الإنجليزية)
- الموقع الرسمي
- نبذة خاصة عن شهيرة فهمي على موقع كلية الصحافة، جامعة أريزونا